# Tramwaje w Ames
Tramwaje w Ames − zlikwidowany system komunikacji tramwajowej w Ames w Stanach Zjednoczonych, działający w latach 1891−1929.

## Historia
W lipcu 1891 uruchomiono pierwsze tramwaje parowe w Ames. Pierwsze plany elektryfikacji sieci powstały w 1895, jednak wówczas ich nie zrealizowano. Później wybudowano linie do Kelly i Des Moines. Pierwsze tramwaje elektryczne w Ames uruchomiono jesienią 1907. W tym samym roku do Ames doprowadzono linię tramwajową z Fort Dodge. Tramwaje w Ames zlikwidowano w lipcu 1929. Szerokość toru na liniach wynosiła 1435 mm. 